# Bolesław V warszawski
Bolesław V (ur. ok. 1453, zm. 27 kwietnia 1488 w Łomży) – książę czerski, liwski, warszawski, nurski, łomżyński, ciechanowski, różański, zakroczymski i wyszogrodzki w latach 1454-1471 razem z braćmi (do 1462 regencja), książę płocki, wiski i płoński, oraz pan Zawkrza w latach 1462-1471, w wyniku podziału od 1471 książę warszawski, nurski i różański, od 1484 rezygnacja z Błonia, Tarczyna, Kamieńca i Zakroczymia.

## Życiorys
Bolesław V był siódmym pod względem starszeństwa synem (trzecim który przeżył ojca) księcia warszawskiego Bolesława IV i Barbary Olelkówny. Gdy miał około roku osierocił go ojciec, a w związku z tym że starszy brat Konrad III Rudy miał zaledwie około sześciu lat początkowo w księstwie warszawskim rządziła rada regencyjna pod przewodnictwem biskupa płockiego Pawła Giżyckiego i matki książąt Barbary.
Własnej dzielnicy Bolesław V doczekał się dopiero w wyniku podziału ojcowizny dokonanej przez Konrada 3 kwietnia 1471. Bolesław dostała się wtedy środkowa część ojcowizny z Warszawą, Nurem i Różanem.
W 1476 po śmierci Anny wdowy po Władysławie I płockim  wspólnie z bratem Januszem II zaprotestował przeciw inkorporacji ziemi sochaczewskiej do korony polskiej przez Kazimierza Jagiellończyka wysyłając do spornego miasta swoje wojska. Król jednak miał inne plany i w końcu książęta mazowieccy musieli zrezygnować z ambitnych zamierzeń.
Inkorporacja ziemi sochaczewskiej spowodowała niechęć Bolesława do króla polskiego, oraz życzliwość wobec Zakonu Krzyżackiego popierającego Mikołaja Tungena w jego sporze z królem o obsadzie stanowiska biskupstwa warmińskiego.
W 1484 z nieznanych przyczyn Bolesław V zrezygnował na rzecz braci z części swoich terytoriów oddając Zakroczym Konradowi III, a Kamieniec, Błonie i Tarczyn Januszowi II.
Bolesław V był żonaty od 20 lipca 1477 z Anną, córką wojewody bełskiego Zygmunta z Radzanowa, Uhnowa. Małżeństwo to jednak z powodu niskiego pochodzenia Anny zostało uznane za morganatyczne, tzn. że ewentualne dzieci z tego związku nie miałyby prawa do dziedziczenia. Zresztą Anna pozostała żoną Bolesława tylko do ok. 1479 kiedy pod naciskiem braci i otoczenia zdecydował się ją porzucić.
Bolesław V warszawski zmarł 27 kwietnia 1488 i został pochowany w Warszawie.

## Literatura dodatkowa
- Karol Maleczyński: Bolesław V. W: Polski Słownik Biograficzny. T. 2: Beyzym Jan – Brownsford Marja. Kraków: Polska Akademia Umiejętności – Skład Główny w Księgarniach Gebethnera i Wolffa, 1936, s. 283. Reprint: Zakład Narodowy im. Ossolińskich, Kraków 1989, ISBN 83-04-03291-0